# نهنگ بینی‌بطری
نهنگ‌های بینی‌بطری یا نهنگ‌های پوزه‌بطری سرده‌ای از خانواده نهنگ‌های نوک‌دار است که شامل دو عضو نهنگ بینی‌بطری شمالی (Hyperoodon ampullatus) و نهنگ بینی‌بطری جنوبی (Hyperoodon planifrons) می‌شود.
با آنکه دو گونه از لحاظ جسمی بسیار همانند هم هستند، در مناطق جدا از همی زندگی می‌کنند و تاریخشان فرق زیادی با همدیگر دارد. گونه جنوبی در آب‌های قطب جنوب یافت می‌شود و با آنکه بسیار کم دیده شده‌است، از پرشمارترین جانوران آبی ساکن جنوبگان محسوب می‌شود و تاکنون گزارشی از شکار آن‌ها منتشر نشده‌است. گونه شمالی اما در معرض شکار بسیار توسط شکارچیان نروژی و انگلیسی در قرن‌های نوزدهم و آغاز بیستم بود. کشور نروژ شکار این جانور را در سال ۱۹۷۳ متوقف کرد.
در فهرست سرخ اتحادیه بین‌المللی حفاظت از طبیعت، نهنگ پوزه‌بطری جنوبی وضعیت بقایی با کمترین نگرانی دارد ولی وضعیت نهنگ پوزه‌بطری شمالی با کمبود اطلاعات رو به رو است.